# Neotabuda truncata
Neotabuda truncata är en tvåvingeart som beskrevs av Lyneborg 1980. Neotabuda truncata ingår i släktet Neotabuda och familjen stilettflugor.
Artens utbredningsområde är Moçambique. Inga underarter finns listade i Catalogue of Life.